# Paul Grimault

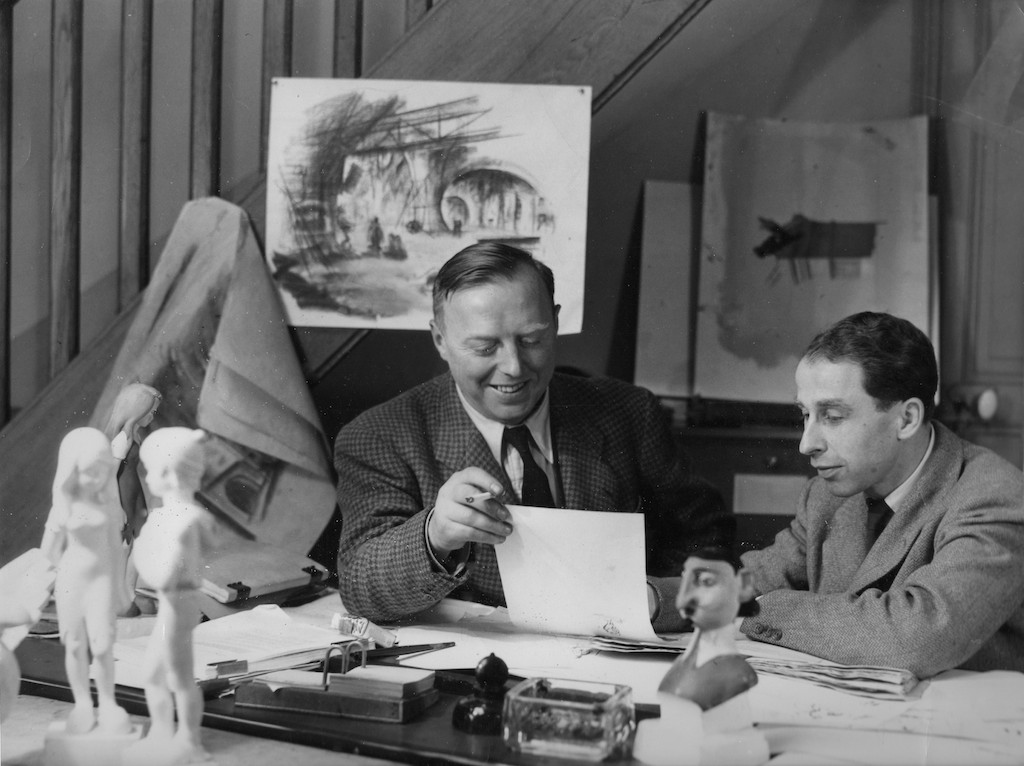
Paul Grimault (links) 1953 im Gespräch mit André Sarrut.

Paul Grimault (* 23. März 1905 in Neuilly-sur-Seine; † 29. März 1994 in Mesnil-Saint-Denis) war einer der bedeutendsten französischen Zeichentrickfilmer und Regisseure. 
Bekannt wurde er ab 1937 durch seine Kinder- und Märchenfilme, die zunächst als Kurzfilme, später als Trickfilme produziert wurden.
Grimaults Kurzfilm Der kleine Soldat (1947) nach einem Märchen von Hans Christian Andersen,  zu dem Jacques Prévert das Drehbuch schrieb, bekam den Preis des besten Zeichentrickfilms beim Festival von Venedig 1948, gemeinsam mit Melody Time von Walt Disney. Sein bekanntestes und auch persönlichstes Werk ist Der König und der Vogel (1979), das auf Arbeiten Grimaults mit den Eventyr H. C. Andersens basierte. Grimault hatte seit 1947 an Andersens Die Hirtin und der Schornsteinfeger gearbeitet. Nachdem sein Zeichentrickfilm 1953 in einer, laut Grimault, verunstalteten Fassung aufgeführt worden war, erwarb er 1966 die Rechte an seinem Werk zurück und gestaltete es als seine persönliche Fassung in den folgenden zehn Jahren neu. Die Neufassung von 1979, die wiederum Dialoge und Chansontexte von Jacques Prévert enthielt, wurde mehrfach international ausgezeichnet. 
1979 gewann Paul Grimault den Louis-Delluc-Preis für Der König und der Vogel. 1989 bekam er den Ehrenpreis des französischen Filmpreises César verliehen. 

## Filmografie
- 1936: Das Verbrechen des Herrn Lange (Le Crime de monsieur Lange)
- 1936: Nachtasyl (Les Bas-fonds) (Filmrolle)
- 1937: Phénomènes électriques (weltweit erstmalige Anwendung in einem Zeichentrickfilm des Hypergonar-Objektives von Professor Henri Chrétien)
- 1938: Le messager de la lumière
- 1942: Le marchand de notes
- 1942: Les passagers de la Grande Ourse
- 1943: L’epouvantail (Prix Emile Reynaud)
- 1944: Der Dieb des Blitzableiters (Le voleur de paratonnerres)
- 1946: La flûte magique (Festival von Cannes 1947)
- 1947: Der kleine Soldat (Le petit soldat) (Festival von Venedig 1948)
- 1950: Die Hirtin und der Schornsteinfeger (La bergère et le ramoneur) (Großer Preis der Jury auf der XIIIen Biennale von Venedig 1952)
- 1956: Enrico Cuisinier
- 1970: Le diamant
- 1979: Der König und der Vogel (Le roi et l’oiseau)
- 1988: Tische rücken (La table tournante)